# Karaginski zaljev
Zaljev Karaginski (rus. Карагинский залив) je veliki zaljev na sjeverozapadu Rusije, u Beringovom moru na sjeveroistočnoj obali poluotoka Kamčatke. Zaljev je urezan u poluotok Kamčatka u dubinu od 117 km. Dubina mora u zaljevu je između 30 i 60 metara. Najveći otok u zaljevu je otok Karaginski, odvojen od kopna tjesnacom Litke, širine 21 do 72 km. 
Zaljev je od prosinca do lipnja prekriven ledom.

## Vanjske poveznice
- Satelitska slika (Google)